# توماس هينريكز
توماس هينريكز (بالإسبانية: Tomás Henríquez) هو ممثل فنزويلي، ولد في 1921، وتوفي في 24 ديسمبر 2002 في كاراكاس في فنزويلا بسبب سرطان.

## وصلات خارجية
- توماس هينريكز على موقع IMDb (الإنجليزية)